# Gepard grzywiasty
Gepard grzywiasty, gepard (Acinonyx jubatus) – gatunek drapieżnego ssaka z podrodziny kotów (Felinae) w obrębie rodziny kotowatych (Felidae). Jest jedynym żyjącym przedstawicielem rodzaju Acinonyx Brookes, 1828.

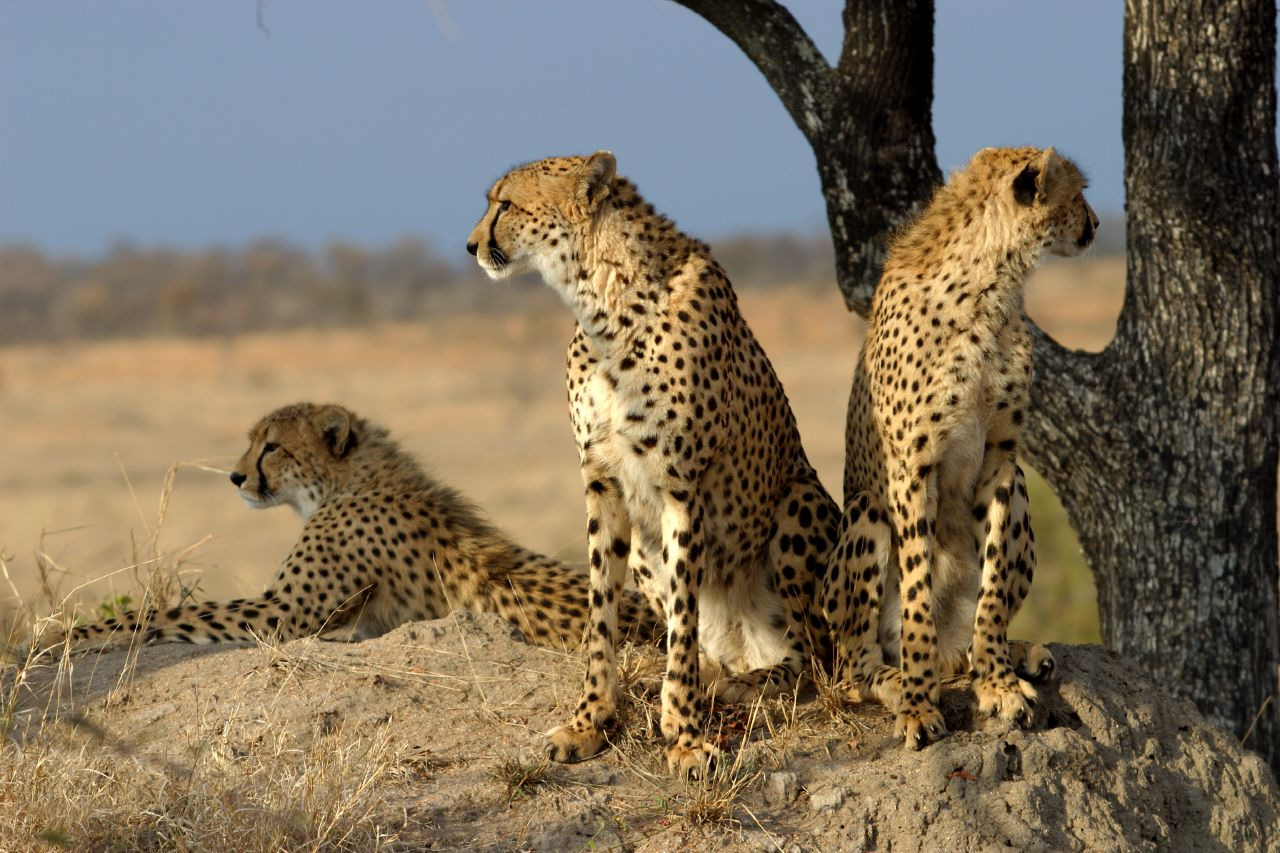
Trzy gepardy

Polska nazwa „gepard” pochodzi ze średniowiecznej łaciny: gattus pardus, co znaczyło „kot-leopard”.

## Taksonomia
Gatunek po raz pierwszy zgodnie z zasadami nazewnictwa binominalnego opisał w 1775 roku niemiecki przyrodnik Johann Christian Daniel von Schreber umieszczając nowo opisany gatunek w rodzaju Felis i nadając mu epitet gatunkowy jubata. Opis ukazał się w dziele von Schrebera będącym zbiorem kolorowych ilustracji wraz z ich opisem. Miejsce typowe to Prowincja Przylądkowa Zachodnia, Południowa Afryka. Holotypem była skóra oglądana przez von Schrebera, obecnie zaginiona. Jedyny żyjący współcześnie przedstawiciel rodzaju gepard (Acinonyx).
Do niedawna gepard umieszczany był w monofiletycznej podrodzinie Acinonychinae, obecnie na podstawie dowodów genetycznych i klastrów tworzy klad wraz z Puma concolor i Puma yagouaroundi, których drogi rozwojowe rozeszły się 6,9 mln lat temu. Mutacja genetyczna w jednym locus wytwarza pręgowany wzór u tak zwanego „geparda królewskiego”, niegdyś klasyfikowanego jako oddzielny gatunek, A. rex; jego zasięg jest ograniczony do gęściej porośniętych obszarów Afryki Południowej, skupionych w Zimbabwe, z odosobnioną obserwacją w Afryce Zachodniej. Takson raddei został włączony do venaticus natomiast taksony fearonii, ngorongoroensis, obergi, raineyi i velox  do jubatus. Autorzy Illustrated Checklist of the Mammals of the World rozpoznają cztery podgatunki. Podstawowe dane taksonomiczne podgatunków (oprócz nominatywnego) przedstawia poniższa tabelka:
| Podgatunek              | Oryginalna nazwa        | Autor i rok opisu | Miejsce typowe                          | Holotyp                                           |
| ----------------------- | ----------------------- | ----------------- | --------------------------------------- | ------------------------------------------------- |
| A. j. hecki             | Acinonyx hecki          | Hilzheimer, 1913  | Senegal.                                | Żywe zwierzę z Ogrodu Zoologicznego w Berlinie.   |
| A. jubatus soemmerringi | Cynailurus soemmeringii | Fitzinger, 1855   | Stepy Kababisz, pustynia Bajuda, Sudan. | Samiec żyjący w menażerii w Schönbrunn w Wiedniu. |
| A. jubatus venaticus    | Felis venatica          | Griffith, 1821    | Indie.                                  | Szkic żywego zwierzęcia autorstwa Devisa.         |

### Etymologia
- Acinonyx: gr. ακαινα akaina ‘cierń, kolec’, od ακις akis, ακιδος akidos ‘punkt’; ονυξ onux, ονυχος onukhos ‘pazur’[32].
- jubatus: łac. iubatus ‘grzywiasty’, od iuba ‘grzywa, czub’[33].
- hecki: dr Ludwig Franz Friedrich Georg Heck (1860–1951), niemiecki biolog, dyrektor Ogrodu Zoologicznego w Berlinie w latach 1888–1931[34].
- soemmerringi: Samuel Thomas von Sömmerring (1755–1830), niemiecki anatom, naukowiec[35].
- venaticus: łac. venaticus ‘polowanie’, od venatus ‘polowanie, pogoń’, od venari ‘polować’[36].

## Ewolucja
Gepardy cechują się niezwykle małą różnorodnością genetyczną. Uważa się, że w czasie ostatniej epoki lodowej przeszły przez dłuższy okres rozmnażania wsobnego. Prawdopodobnie ewoluowały w Afryce w czasie miocenu (26 do 7,5 miliona lat temu), zanim migrowały do Azji. Wśród wymarłych gatunków są: Acinonyx pardinensis (z pliocenu), znacznie większy niż współczesne gepardy, odkryty w Europie, Indiach i Chinach; Acinonyx intermedius (z okresu środkowego plejstocenu), znaleziony na tym samym obszarze; oraz Miracinonyx inexpectatus, Miracinonyx studeri i Miracinonyx trumani (plejstocen), znalezione w Ameryce Północnej.

## Zasięg występowania i siedlisko
Gepardy na wolności można spotkać przede wszystkim w Afryce, ale w przeszłości zamieszkiwały powszechnie także północne Indie i płaskowyż irański, gdzie zostały udomowione przez arystokratów i były używane podczas polowań na antylopy, w ten sam sposób jak obecnie charty w Europie.
Obecnie prócz południowej Afryki, gdzie występują jeszcze stosunkowo licznie, ale tylko na obszarach parków narodowych i rezerwatów, można je spotkać w niewielkich populacjach na południowych obrzeżach Sahary oraz w Kenii, a także w izolowanej lokalizacji w Iranie. Duży stopień wsobności tej ostatniej populacji stwarza poważne ryzyko dla szans jej przetrwania. Główne ryzyko stanowią choroby genetyczne i presja środowiska, a także zagrożenie ze strony innych drapieżników (np. lwów, hien). Obecnie 95% gepardów ginie nie osiągnąwszy samodzielności. Dla porównania: na obszarze Serengeti żyje około 300 gepardów, około 3 tysięcy lwów i 9 tysięcy hien cętkowanych. Obecną liczebność gatunku (na swobodzie) szacuje się na około 7100 osobników.
Gepard preferuje biotopy typu otwartego, takie jak półpustynie i sawanny.
Zasięg występowania w zależności od podgatunku:
Wyróżniono cztery podgatunków A. jubatus:
- A. jubatus jubatus – gepard grzywiasty – wschodnia i południowa Afryka.
- A. jubatus hecki – gepard saharyjski – północno-zachodnia Afryka; (status IUCN CR (krytycznie zagrożony))[39]
- A. jubatus soemmerringi – gepard abisyński – od jeziora Czad do Somalii.
- A. jubatus venaticus – gepard perski – Iran; (status IUCN CR (krytycznie zagrożony))[40]

## Charakterystyka

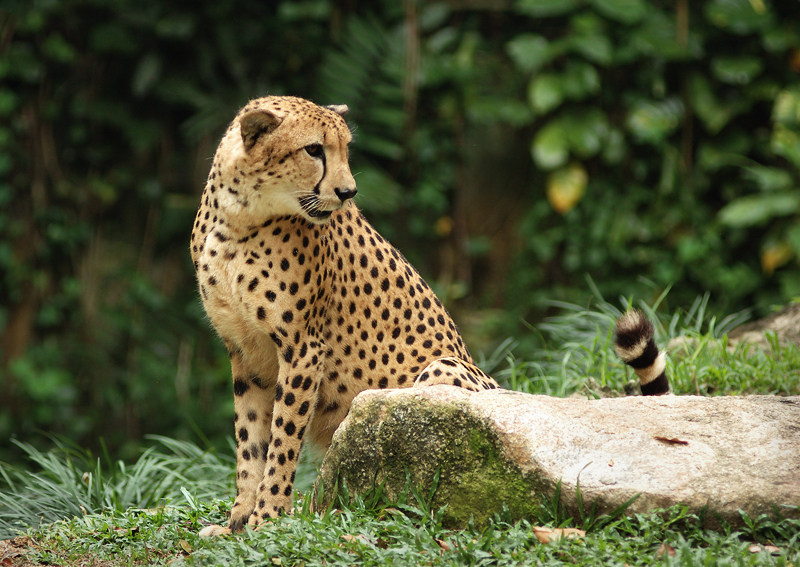
Gepard

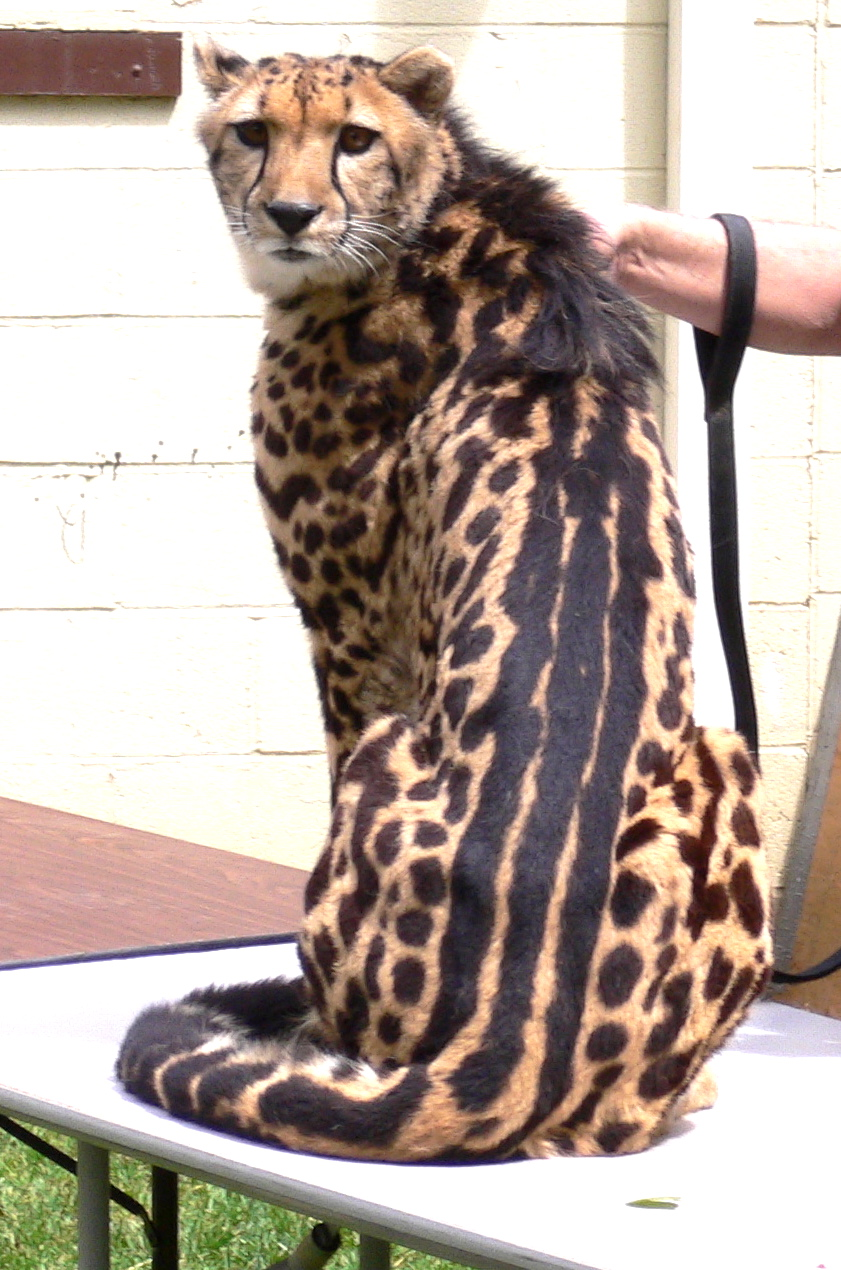
Niektóre gepardy mają na grzbiecie zamiast plamek paski i nazywane są gepardami królewskimi.

Długość ciała (bez ogona) 121–145 cm, długość ogona 63–76 cm, wysokość w kłębie 79–94 cm; masa ciała samic 36–48 kg (średnio 43 kg), samców 39–89 kg (średnio 54 kg) (dotyczy gatunku występującego współcześnie). Ciało geparda jest smukłe i muskularne z długimi łapami, mimo iż wygląda na wątłego i delikatnego. Klatka piersiowa jest obszerna, a talia wąska. Ma małą głowę i krótki pysk, wysoko umieszczone oczy, duże nozdrza i małe okrągłe uszy. Jest jednym z nielicznych kotowatych, który nie potrafi chować pazurów (obok kota kusego, kotka wyspowego i kotka cętkowanego). Futro geparda jest płowe z okrągłymi czarnymi plamkami i czarnymi liniami po bokach pyska. Samce są przeważnie większe niż samice, mają także nieco większą głowę i bardziej muskularne ciało.
Gepard jest nietypowym członkiem rodziny kotowatych (Felidae), który poluje, polegając raczej na swoim wzroku i szybkości, niż z ukrycia. Jest najszybszym zwierzęciem lądowym i na krótkich dystansach może osiągnąć prędkość blisko 100 km/h; uzyskuje ją w ciągu 3 sekund. Zarejestrowany rekordowy czas biegu na 100 m wynosi niecałe 6 s.

## Rozmnażanie i życie społeczne

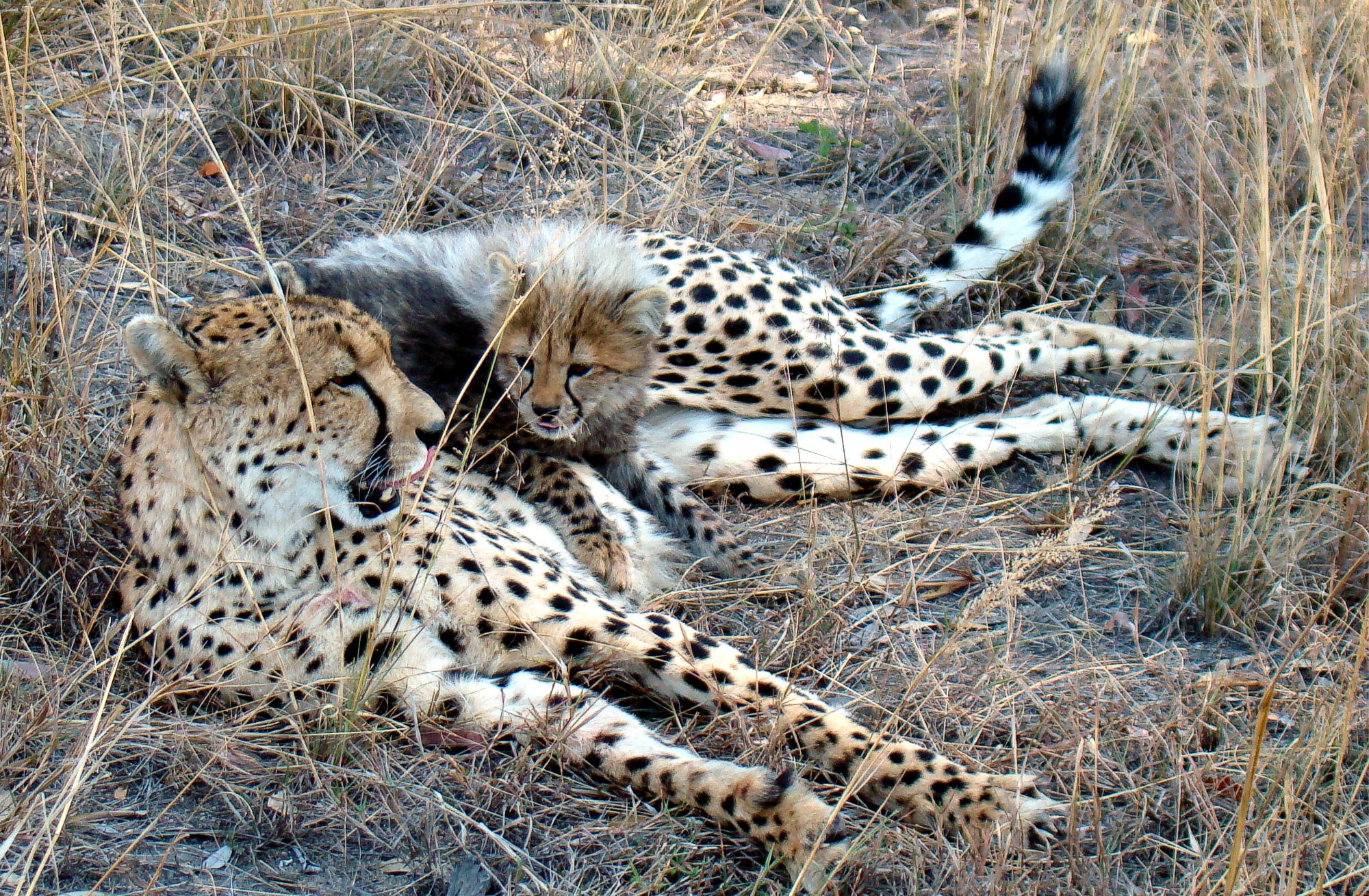
Samica z młodym

Samice rodzą od 3 do 5 młodych po ciąży trwającej od 90 do 95 dni. Młode ważą po urodzeniu od 150 do 300 g. Od matki odłączają się między 13. a 20. miesiącem życia. Gepard może żyć ponad 20 lat. W przeciwieństwie do innych kotów dorosłe samice nie mają swoich terytoriów i raczej unikają się wzajemnie. Samce czasami tworzą małe grupy, zwłaszcza jeśli pochodzą z tego samego miotu.

### Polowanie i pokarm
Gepardy są drapieżnikami, jedzą głównie małe (do 40 kg) ssaki, takie jak gazele, impale, młode gnu i zające. Po podejściu do ofiary na dystans około 10 m rozpoczyna się pościg. Polowanie zazwyczaj kończy się w ciągu minuty. Jeśli gepardowi nie uda się szybko złapać zdobyczy, woli poczekać na inną okazję niż marnować energię. W przeciwieństwie do innych wielkich kotów, polujących głównie nocą, gepard jest drapieżnikiem prowadzącym dzienny tryb życia. Poluje zazwyczaj z samego rana albo późnym wieczorem, gdy nie jest za ciepło, ale wciąż jest dość światła.
Impulsem do ataku dla gepardów jest często rzucenie się potencjalnej ofiary do ucieczki. Znane są przypadki polujących gepardów ignorujących gazele, które nie rzuciły się do ucieczki na widok gepardów. W ocenie Kingdona (1977) z punktu widzenia przyjętego przez gepardy sposobu polowania istotne jest, żeby ofiara pozostawała w ruchu; w wypadku uciekającego zwierzęcia gepardowi jest łatwiej niż w wypadku zwierzęcia pozostającego w miejscu pozbawić ofiarę równowagi uderzeniem łapy i przewrócić ją, aby następnie – w ciągu kilku sekund, w czasie których ofiara leży na grzbiecie lub boku – zacisnąć szczęki na jej gardle.
Z obserwacji wynika, że gepardy żywią się głównie zwierzętami, które same upolowały; odnotowano jednak również przypadki gepardów jedzących padlinę. Nie jest pewne, czy rzadkość obserwacji gepardów jedzących padlinę wynika z niechęci tych kotów do padliny, czy też z tego, że gepardom – które same tracą ok. 10% upolowanych ofiar na rzecz innych mięsożerców – trudno jest znaleźć padlinę, do której przed nimi nie dotarli inni mięsożercy. W Parku Narodowym Krugera odnotowano przypadki kanibalizmu gepardów, będącego skutkiem walk (głównie między samcami) o upolowaną zdobycz.

## Znaczenie dla człowieka
Futro geparda dawniej uznawane było za symbol wysokiego statusu społecznego. Obecnie ekonomiczne znaczenie geparda wynika z turystyki; koty te można także znaleźć w ogrodach zoologicznych. Ponieważ gepardy są dużo mniej agresywne niż inne wielkie koty (jako jedyne spośród nich nie atakują człowieka), młode są czasami sprzedawane jako zwierzęta domowe. Jest to nielegalne, ponieważ międzynarodowe konwencje zabraniają hodowli dzikich zwierząt lub gatunków zagrożonych wyginięciem.
Na gepardy w przeszłości polowano, ponieważ wielu rolników uważało, że stanowią zagrożenie dla zwierząt hodowlanych. Gdy zagrożenie gatunku osiągnęło szczyt, rozpoczęto różne kampanie edukacyjne dla farmerów, mające na celu zachęcenie ich do większej tolerancji dla tych zwierząt.

## Obecność w kulturze

### Literatura i sztuka
- Na obrazie Tycjana Bachus i Ariadna (1523) rydwan boga ciągną gepardy (które były używane jako zwierzęta na polowania w renesansowych Włoszech).

- „Gepard z dwoma Hindusami i jeleniem” (1764–1765) George’a Stubbsa również pokazuje geparda jako zwierzę na polowanie i upamiętnia podarowanie geparda przez angielskiego gubernatora Madrasu, sir George’a Pigota, Jerzemu III.

### Filatelistyka
Poczta Polska wyemitowała 21 sierpnia 1972 r. znaczek pocztowy przedstawiający geparda o nominale 20 gr, w serii Zwierzęta ZOO. Druk w technice offsetowej na papierze kredowym. Autorem projektu znaczka był Janusz Grabiański. Znaczek pozostawał w obiegu do 31 grudnia 1994 r. Kolejny raz gepard pojawił się na polskim znaczku 15 czerwca 2020 roku. Znaczek wydany został w serii Zwierzęta duże i małe. Nominał wynosił 3,30 złotych. Gepardzica z młodymi opisana została: Gepard / Acinonyx jubatus / Samica Wilma, Jasmina i Jafar. Autorem projektu całej serii był Andrzej Gosik. Druk wykonano techniką offsetową na papierze fluorescencyjnym, w nakładzie 180 tys. sztuk.